# Friends & Lovers
Friends & Lovers is de tweede aflevering van het eerste seizoen van de soapserie Melrose Place, die voor het eerst werd uitgezonden op 15 juli 1992.
Jennie Garth, Ian Ziering, Tori Spelling en Brian Austin Green maken allemaal een verschijning als hun karakters uit Beverly Hills, 90210 in de aflevering.

## Verhaal
Allison is bang dat ze haar baan verliest omdat ze Hal haar niet liet zoenen. Billy zegt dat ze hem kan aanklagen voor aanranding, maar zij reageert daar niet op. Als Jane aan Michael vraagt wanneer hij voor het eerst wist dat hij van haar hield, weet hij er geen antwoord op te geven, wat Jane boos maakt.
Eenmaal op haar werk dreigt Allison Hal aan te klagen voor aanranding. Ze krijgt echter te horen dat iemand anders dit ook doet en Hal ontslagen zal worden. Ze wordt onderbroken door Billy, die haar ophaalt met een taxi.
Ondertussen probeert Sandy onsuccesvol een baan als actrice te krijgen. Als Kelly naar Jake bij haar vraagt, kleineert ze Kelly. Billy ontmoet Marcy als hij haar naar een adres rijdt in zijn taxi. Jake krijgt in de bank ruzie met een bediende en belandt in een gevecht met hem. Kelly is hier getuige van.
Billy zoent met Marcy in zijn appartement, maar ze worden onderbroken door Allison. Ze gaan uiteindelijk verder met zoenen in zijn kamer, wat Allison jaloers maakt. Ondertussen heeft Jake de nacht doorgebracht in de gevangenis en is het Kelly die zijn borg betaald. Jake is echter boos op haar en zegt dat het nooit wat wordt tussen de twee.
Als Jane en Michael praten over hun huwelijksproblemen, worden ze verstoord door Allison. Zij klaagt tegen hen over Billy's affecties voor Marcy. Ondertussen begint Marcy zich te mengen tussen de bewoners van de plaats en waarschuwt Allison Billy voor haar.
Billy begint zich aan Marcy te ergeren en hij maakt zich zorgen als ze tegen hem vertelt van hem te houden. Jake probeert Kelly de borg terug te betalen, maar zij dumpt hem. Hij gaat vervolgens naar Shooters, waar hij bijpraat met Billy. Hij raadt hem dan ook aan zijn relatie met Marcy te beëindigen. Daarna vraagt hij Sandy mee uit, maar zij weigert Jake.
Billy gaat naar Marcy en vertelt dat hij niet van haar houdt. Daarna breken ze met elkaar. Ondertussen leggen Michael en Jane het bij. Jake gaat naar Kelly en vertelt haar contact met haar te willen blijven houden. Hierna vergeeft Kelly het hem. Allison geeft toe aan Billy dat ze bang was dat het wat zou worden met Marcy.

## Rolverdeling
- Josie Bissett - Jane Andrews Mancini
- Thomas Calabro - Dr. Michael Mancini
- Amy Locane - Sandy Louise Harling
- Doug Savant - Matt Fielding
- Grant Show - Jake Hanson
- Andrew Shue - Billy Campbell
- Courtney Thorne-Smith - Allison Parker
- Vanessa Williams - Rhonda Blair
- Jensen Daggett - Marcy Garrett
- Jennie Garth - Kelly Taylor
- Brian Austin Green - David Silver
- Tori Spelling - Donna Martin
- Ian Ziering - Steve Sanders
- Sherman Howard - Hal Barber